# Morgedal
Morgedal är en ort i Kviteseids kommun, i Telemark fylke i Norge. Den olympiska elden har tändts två gånger i Morgedal, 1952 och 1960.